# 巴洪

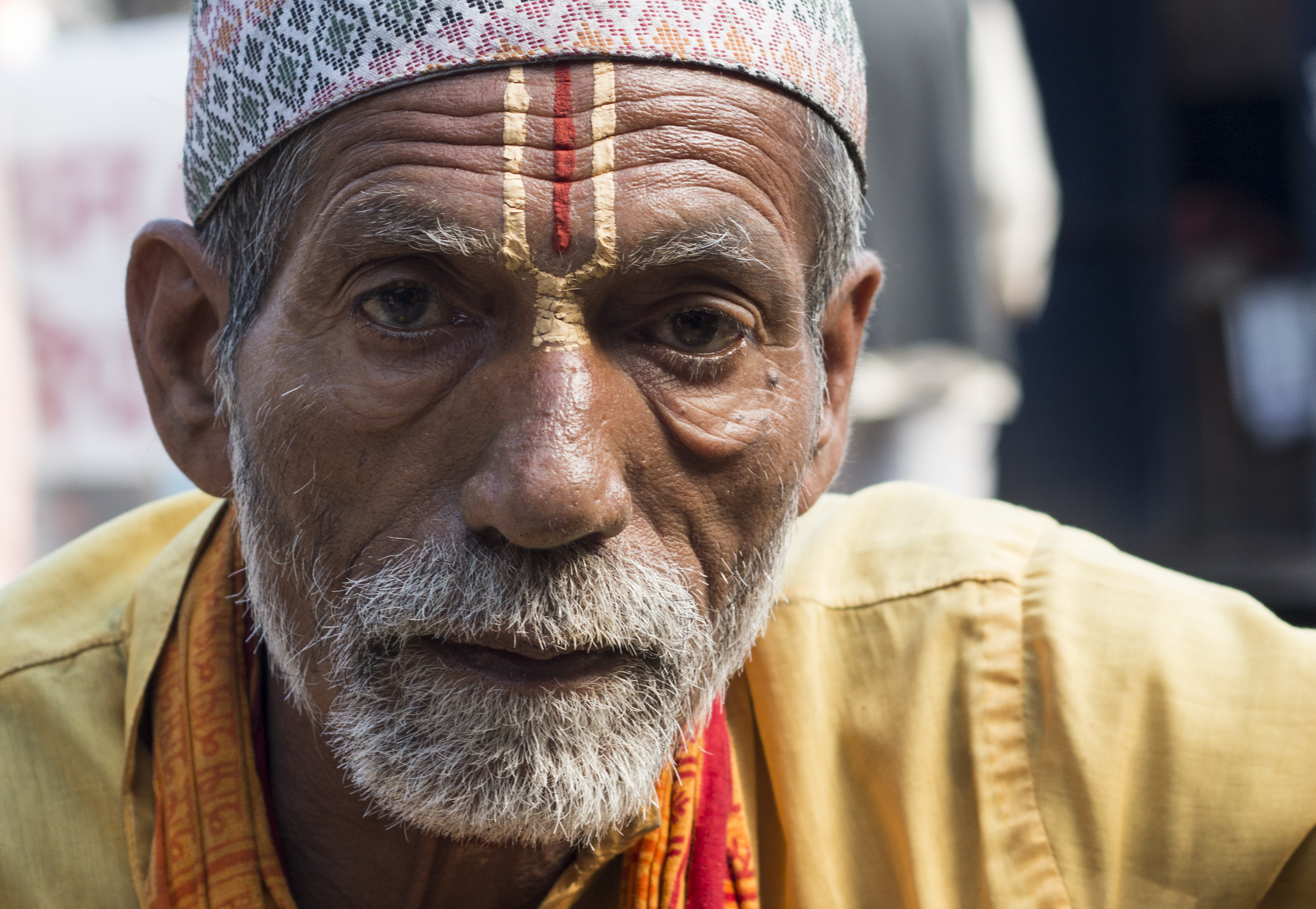
Bahun man wearing Dhaka topi from Kathmandu

巴洪是卡斯庫拉語中婆羅門的通俗稱呼。巴洪是尼泊爾卡斯人中傳統的祭司，教育工作者，學者、政治家（但在現實中多是農民）。直到1962年前他們代表了印度教最高種姓。
撇除吠舍與其他尼泊爾中部藏緬語系丘陵民族，他們佔尼泊爾印度教人口中的31%，全國人口12.5%，僅次於切特里（剎帝利），令尼泊爾種姓制度和北印度毗鄰地區形成強烈反差（切特里人口第一多，婆羅門人口第二多、首陀羅和贱民人口較少）。
巴洪最早定居在格爾納利河，現在不丹與錫金也有他們。